# (2893) Перой
(2893) Перой (лат. Peiroos, др.-греч. Πειροος) — троянский астероид Юпитера, двигающийся в точке Лагранжа L5, в 60° позади планеты, который принадлежит к спектральному классу D. Астероид был открыт 30 августа 1975 года аргентинскими астрономами в обсерватории Сан-Хуан и назван в честь одного из персонажей древнегреческой мифологии.

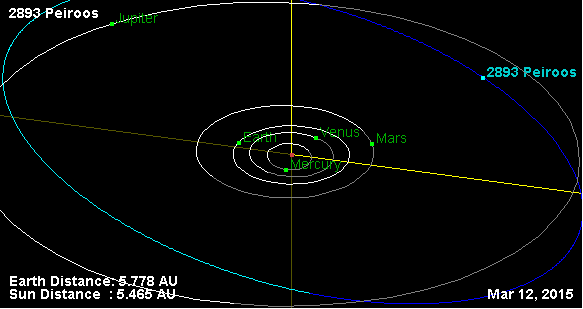
Орбита астероида Перой и его положение в Солнечной системе